# Транкан

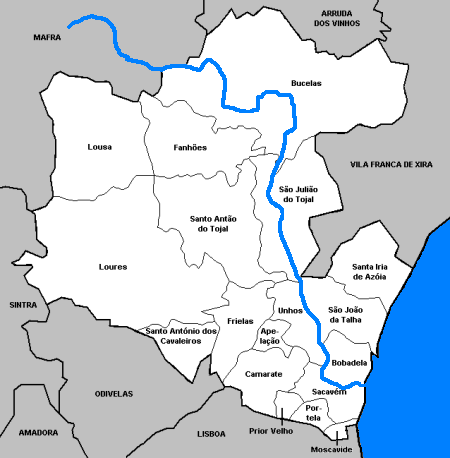
Течение реки Транкан

Транкан (старое название Риу-ди-Сакавен, порт. Rio Trancão) — река в Португалии. Длина — 23 км (в некоторых источниках указано 29 км). Впадает в бухту Мар-да-Палья. На реке расположен город Сакавен, ранее крупный порт. Исток находится у деревни Повуа-да-Галега, район Мильяраду, муниципалитет Мафра, далее река пересекает несколько районов муниципалитета Лориш.
Притоки: Ромейрас, Повуа, Лориш, Одивелаша, Мочо, Приор-Велью.

## Экология
Экологическая ситуация в районе реки остаётся неблагоприятной. Вода загрязнена стоками промышленных предприятий.